# AN/SPY-3
MFR (англ. Multi-Function Radar — «багатофункціональний радар», загальновійськовий індекс — AN/SPY-3) — трикоординатна РЛС X-діапазону, перший американський корабельний радар з активною ФАР.
Розроблявся для розміщення на перспективних кораблях проектів CV(X), CG(X), DD(X). Разом з радаром VSR фірми Lockheed інтегрований в дводіапазонну радіолокаційну систему DBR, призначену для есмінців типу «Замволт» і авіаносців типу «Джеральд Форд».
Здійснює тривимірний огляд, супровід цілей у процесі сканування, розпізнавання цілей, цілевказівку систем зброї, управління зброєю, програмування автопілотів зенітних ракет, підсвічування цілей для напівактивних головок самонаведення ракет SM-2 і ESSM. Крім того, дозволяє виявляти перископи підводних човнів, міни, що плавають, та інші дрібні об'єкти, використовується як навігаційний радар. Може здійснювати огляд та супровід цілей у пасивному режимі, здійснювати контрбатарейні функції.
Має три плоскі активні твердотільні фазовані решітки, розташовані за азимутом під кутом близько 120°, які охоплюють весь діапазон азимутів від 0 до 360°.
При встановленні на перспективних кораблях ВМС США замінить наступні радари:
| Назва               | Типи кораблів                                         | Функції                                                       |
| ------------------- | ----------------------------------------------------- | ------------------------------------------------------------- |
| AN/SPY-1            | Крейсери типу «Тикондерога», есмінці типу «Арлі Берк» | ППО                                                           |
| AN/SPG-62           | Крейсера, есмінці                                     | Радари підсвітку цілей                                        |
| AN/SPS-67           | Крейсера, есмінці, авіаносці, десантні кораблі        | Двоконтурні оглядові/навігаційні радари ближнього радіуса дії |
| AN/SPQ-9B           | Крейсера, есмінці, десантні кораблі                   | Керування артилериських вогнем                                |
| AN/SPN-41 AN/SPN-46 | Крейсера, есмінці, авіаносці, десантні кораблі        | Управління посадкою                                           |

## Історія
Контракт на розробку прототипу підписано з компанією Raytheon у червні 1999 року. У 2003 році інженерну модель радара було встановлено на наземній випробувальній станції Воллопс-Айленд (англ. Wallops Island), штат Вірджинія. У 2005 році наземні випробування були успішно завершені, і радар для подальших корабельних випробувань був встановлений на дослідному судні — колишньому есмінці DD-964 «Пол Фостер» типу «Спрюенс».
Випробування тривали до 2006 року.